# Carcaliu
Carcaliu (ros. Камень) – wieś w Rumunii, w okręgu Tulcza, w gminie Carcaliu. W 2011 roku liczyła 2457 mieszkańców.